# Branč (hrad)
Branč je hrad v Myjavské pahorkatině na kopci v nadmořské výšce 475 metrů poblíž Podzámku, místní části obce Podbranč v okrese Senica.

## Historie
Pohraniční strážný hrad strážící cesty přes Malé Karpaty na Moravu dal postavit Aba z Hlohovce v letech 1251–1261. První písemná zmínka je z roku 1317. Hrad se rozkládá na ploše přibližně 7 500 m². Je rozdělen na dvě části: dolní hrad a střední hrad. Střední hrad je od dolního výrazně oddělený suchým příkopem, který je již místy zasypán sutí z hradeb středního hradu. Střední hrad se funkčně dělí na dvě části: severní nádvoří středního hradu a obytná palácová část. Bylo zde 40 místností. Na západním nádvoří dolního hradu se nachází zasypaná studna.
Na hradě se vystřídalo asi čtyřicet majitelů. Mezi nejznámější patří: Matúš Čák Trenčanský, uherští králové Karel I. Robert a Matyáš Korvín, český král Jan Lucemburský, český a uherský král a římský císař Zikmund Lucemburský a polský šlechtic Stibor ze Stibořic. Do období vlády Zikmunda Lucemburského spadá rozsáhlá přestavba hradu. Výsledkem byl gotický skalní hrad. Posledním vlastníkem byl František Ňári, který se po konverzi ke katolické víře okamžitě angažoval při pronásledování příslušníků jiných vyznání. Zejména jeho zásluhou byli na hradě vězněni kalvínští a evangeličtí kněží, kteří zemřeli v jámách a mají na hradě pomník. V roce 1752 patřil hrad tzv. brančskému komposesorátu.
Po vybudování zámku v Sobotišti zůstal hrad opuštěný. Jako takový jej napadli a vypálili Turci.

## Fotogalerie

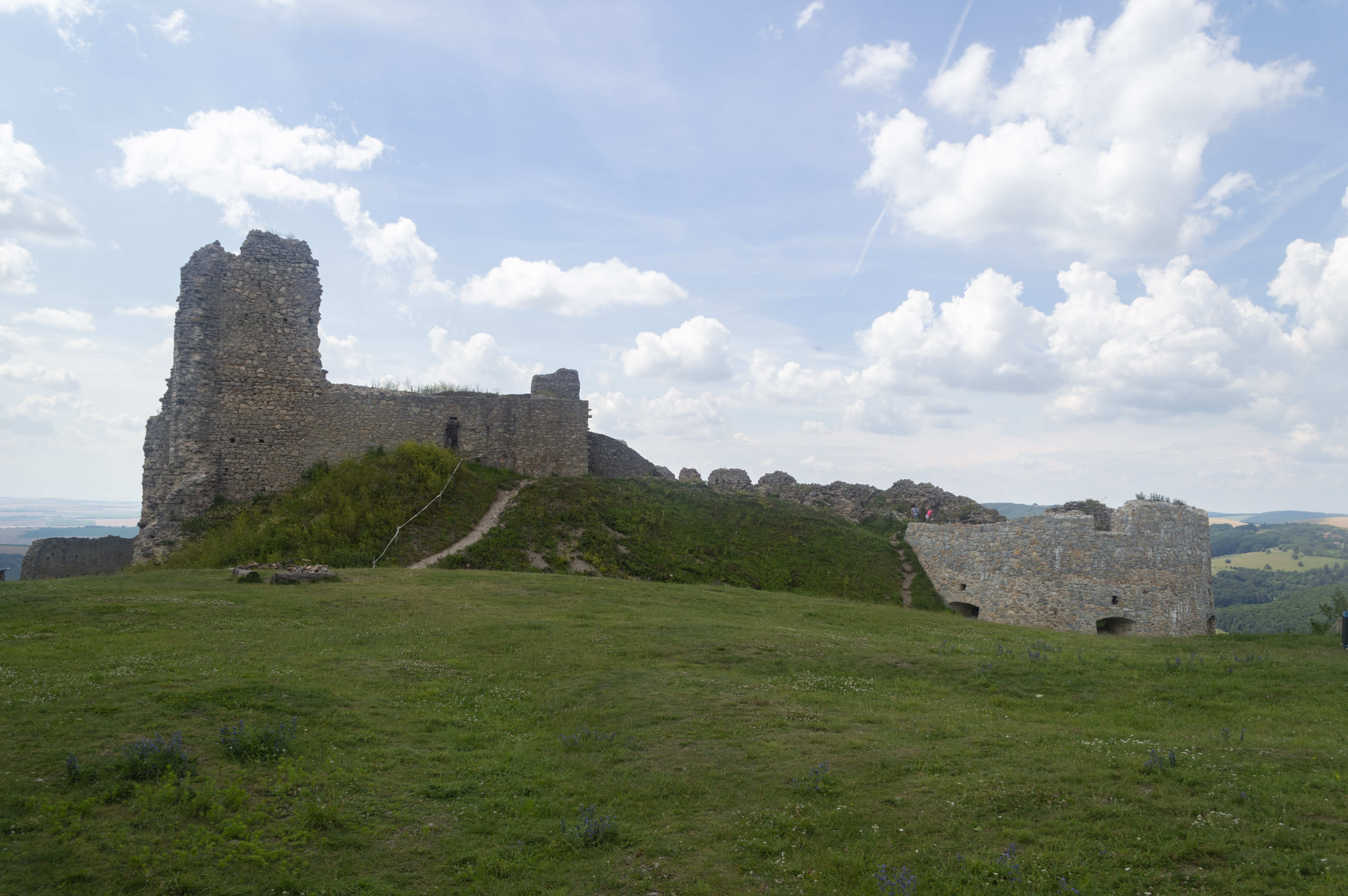
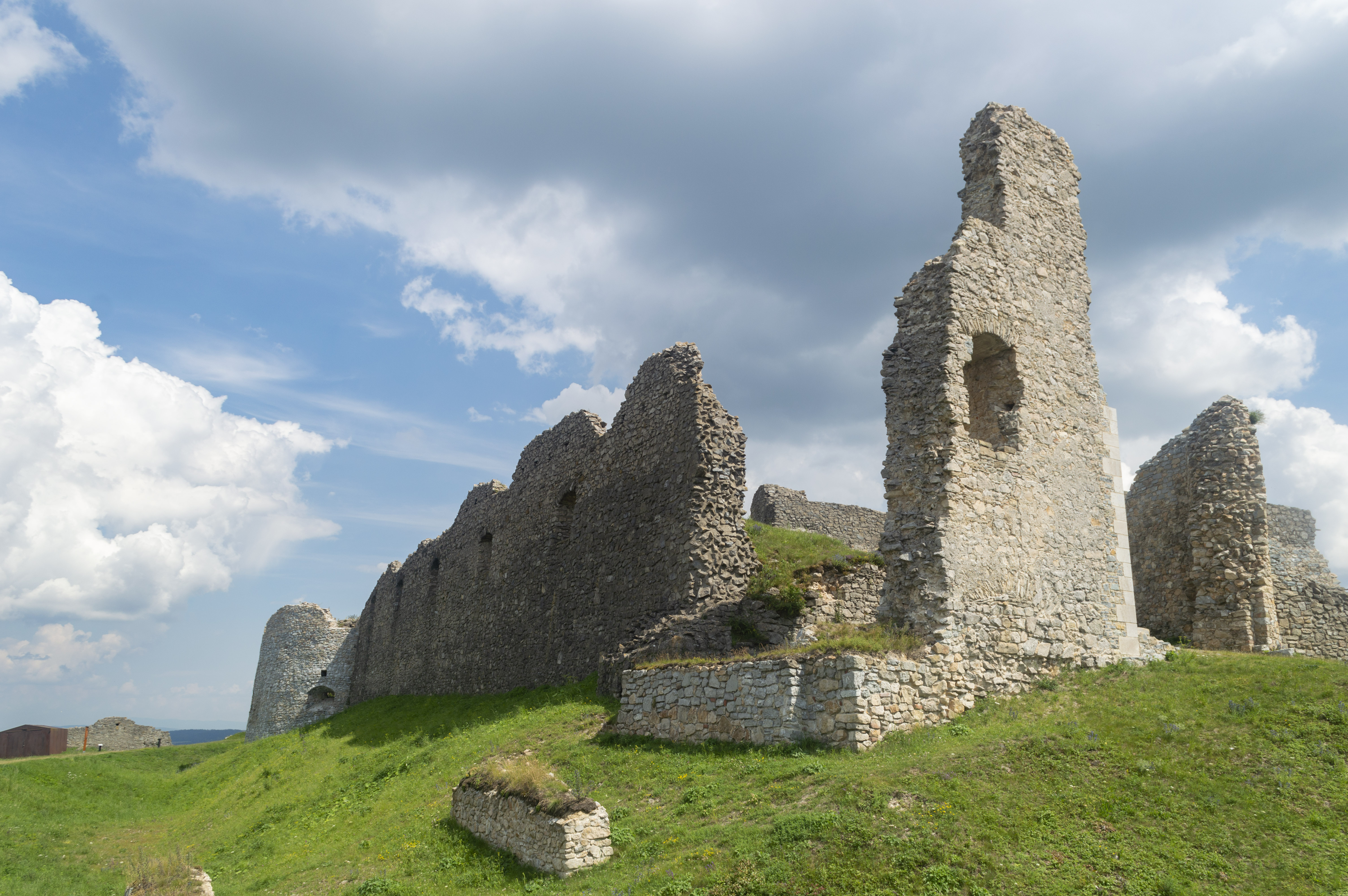
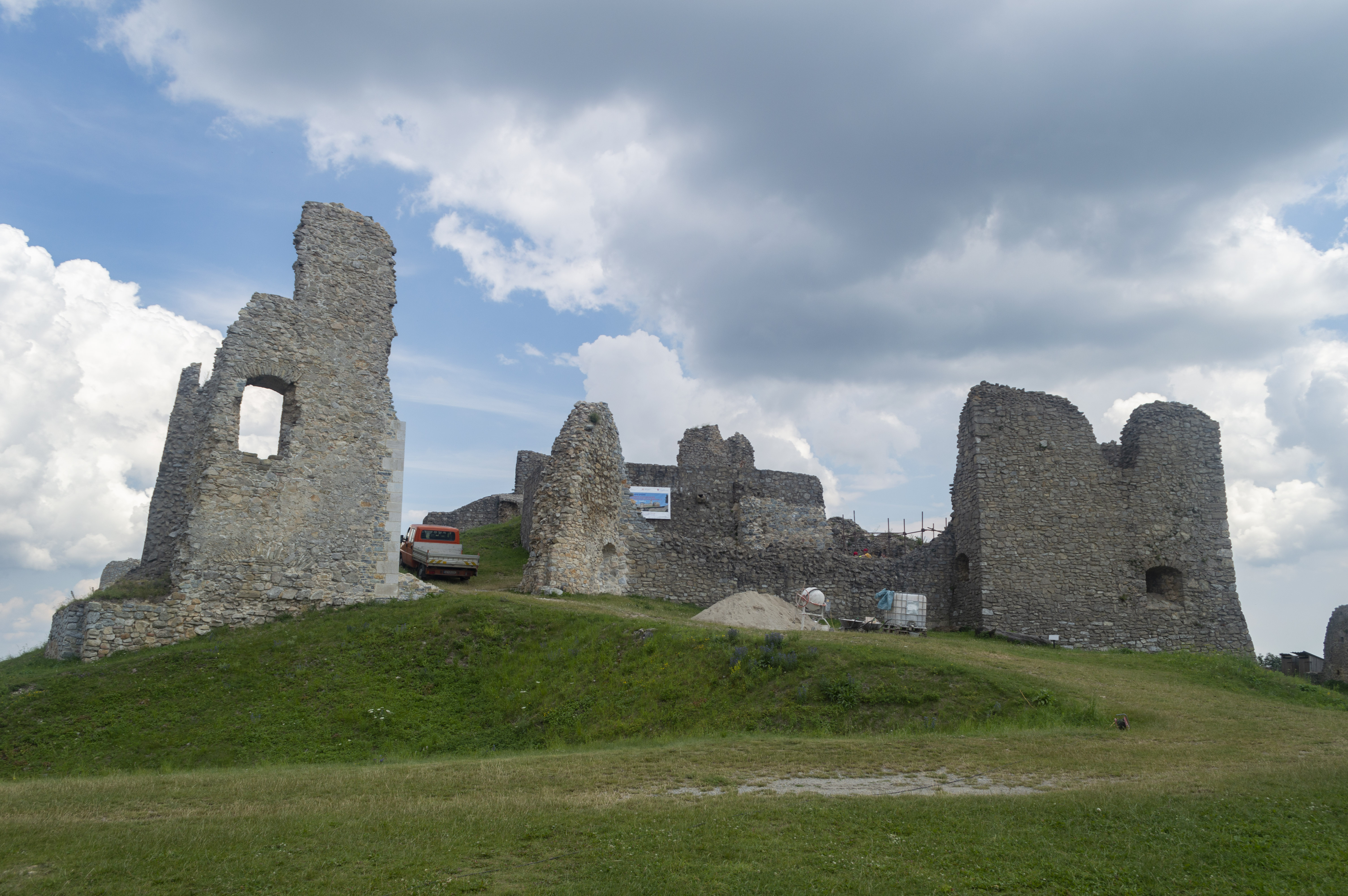
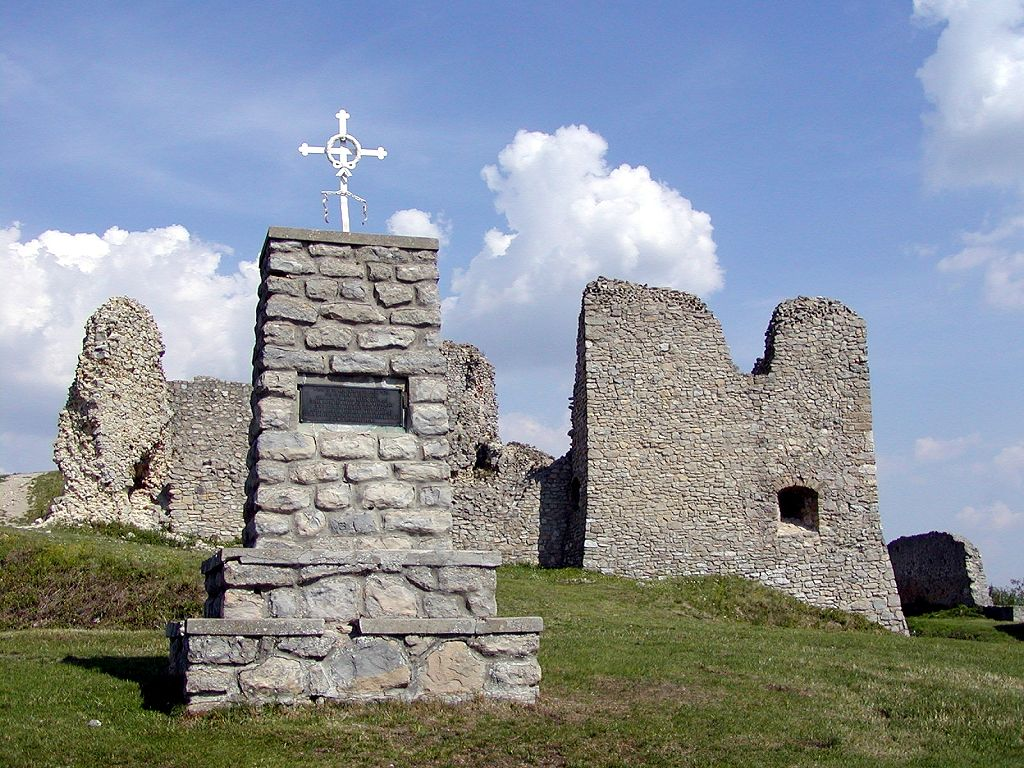
Památník evangelickým mučedníkům
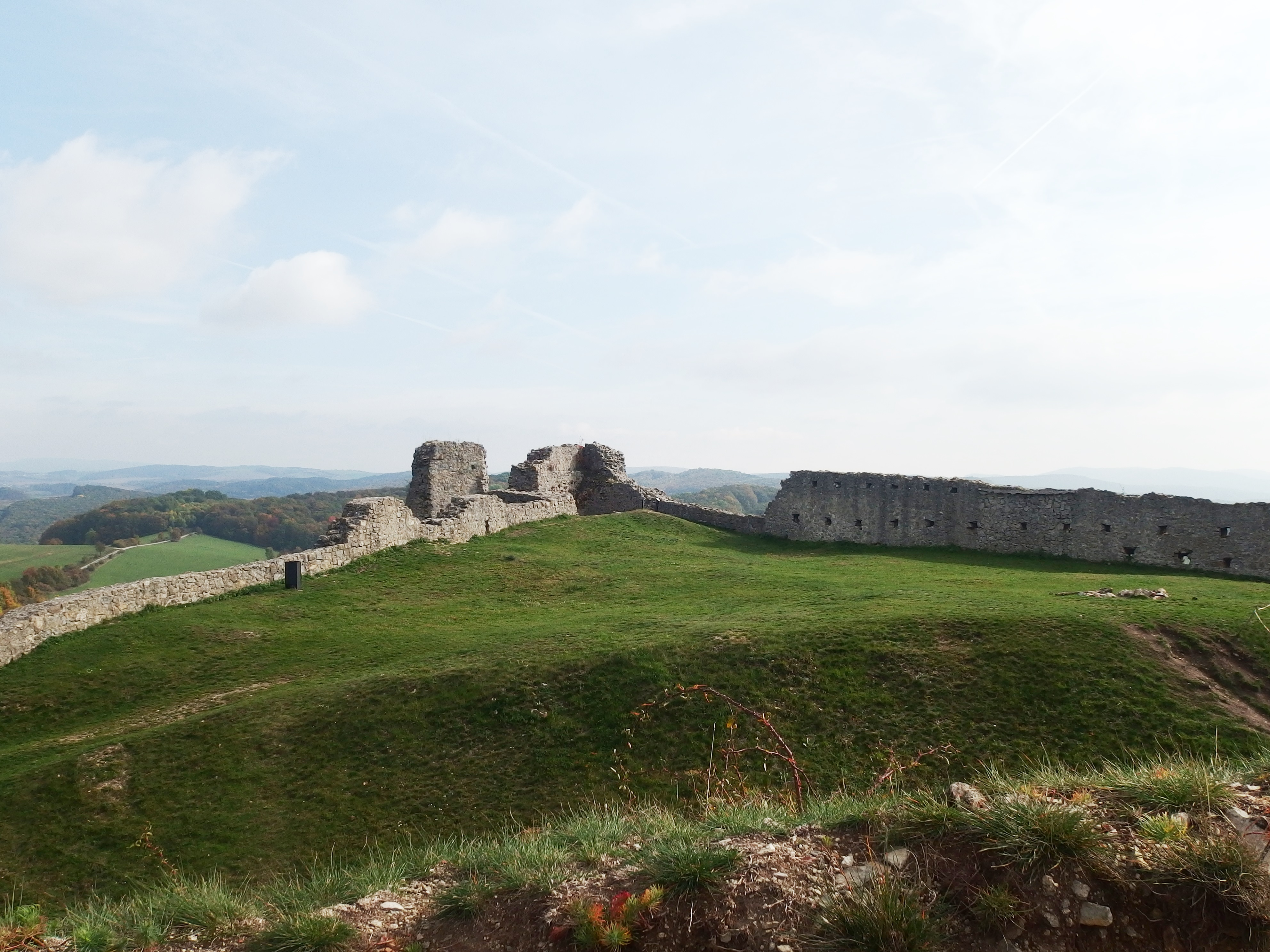
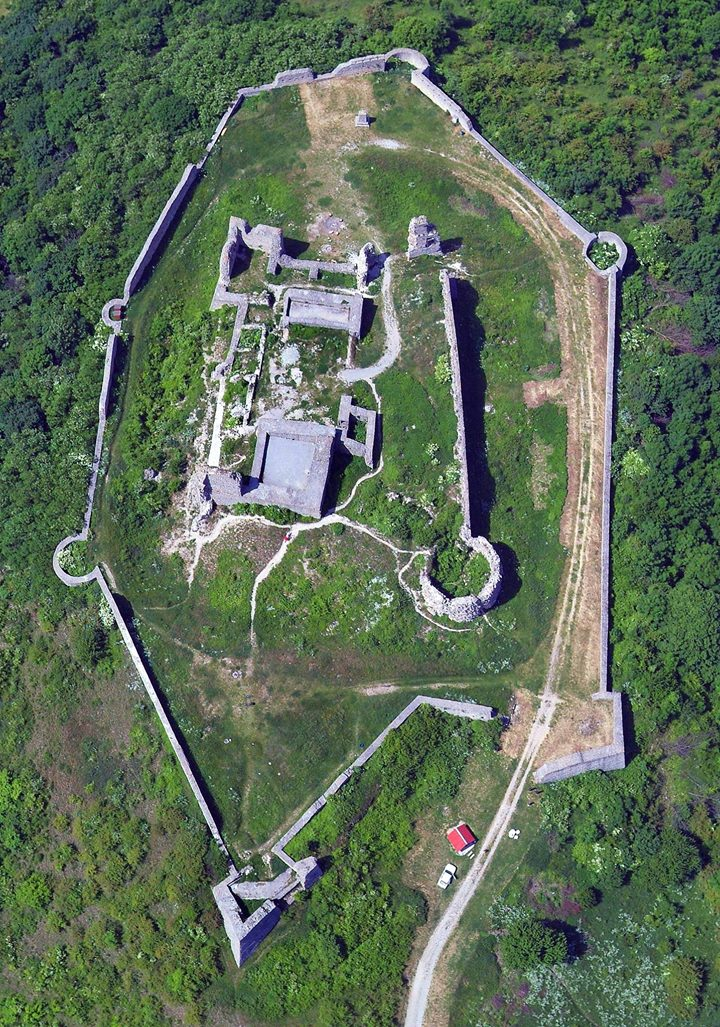
Letecký pohled
Pohled směrem na Sobotište

## Přístup
Z obce Podzámok po značené stezce. Asi sto metrů pod hradem se nachází parkoviště. Z Myjavy vede  modrá turistická značka.